# Hanchihalli, Hassan
Hanchihalli là một làng thuộc tehsil Hassan, huyện Hassan, bang Karnataka, Ấn Độ.